# مصرف بابوا غينيا الجديدة
مصرف بابوا غينيا الجديدة هو البنك المركزي في بابوا غينيا الجديدة والمسؤول عن إصدار عملة الكينا.